# Сірик Костянтин Миколайович
Сірик Костянтин Миколайович (4 грудня 1951) — генерал-майор СБУ у відставці, колишній заступник начальника ЦСО «А».

## Освіта
Рязанське вище повітряно-десантне училище, Вищі офіцерські курси спецрозвідки, Ленінградський військовий інститут фізичної культури, спецкурси антитерору (США).

## Нагороди
- Орден Богдана Хмельницького III ступеня 2010 р.

## Джерело
- Сенсаційне викриття агента ФСБ, зроблене офіцером «Альфи»